# Pierre Bergé
«Le persone possono odiarmi o amarmi, ma tutti vogliono vantarsi di essersi seduti accanto a me ad una cena.»
Pierre Bergé (Saint-Pierre-d'Oléron, 14 novembre 1930 – Saint-Rémy-de-Provence, 8 settembre 2017) è stato un imprenditore e filantropo francese, compagno dello stilista Yves Saint Laurent e cofondatore dell'omonima maison.

## Biografia
Era il figlio di Pierre Bergè, esattore delle tasse, e di Christiane Sicard, soprano ed insegnante del metodo Montessori, scomparsa nel 2015 a quasi 108 anni.
Nel 1988, il ministro della Cultura Jack Lang lo nomina presidente dell'Opera di Parigi, dove entra in forte polemica con il direttore d'orchestra Daniel Barenboim e con i suoi colleghi, che definiranno la sua gestione come dittatoriale. Ricoprirà tale carica fino al 1994, per poi divenire presidente emerito.
Nel 2000 diviene amministratore delegato della lussuosa brasserie parigina Prunier, specializzata in caviale francese.
Il 31 marzo 2017 ha sposato Madison Cox, architetto paesaggista statunitense; vicepresidente della fondazione Pierre-Bergé - Yves-Saint-Laurent 26.
L'8 settembre 2017, a causa di una miopatia, muore all'età di 86 anni.